# 常田富士男さんと歩く加賀・能登むかし話の旅
『常田富士男さんと歩く加賀・能登むかし話の旅』（ときたふじおさんとあるくかが・のとむかしばなしのたび）は、石川県金沢市の放送局、金沢ケーブルテレビネット（KCT）が制作したテレビ番組である。

## 番組概要
『まんが日本昔ばなし』のナレーションで知られる常田富士男が石川県の各土地にまつわる昔話を朗読し、アニメで紹介する。そしてその昔話のゆかりの場所を金沢ケーブルテレビネットの女子アナウンサー増林千晶とともに訪ね歩く。番組冒頭と昔話終了後には劇団花幸会の御共田幸子と浪花千秋がお婆ちゃんの格好をして方言たっぷりのユニークなトークをする。
2013年4月より放送を開始。放送時間は15分で放送日は毎週火曜日と木曜日の19時、全24回。
2014年6月には北國新聞社から読み聞かせブック付きでDVDが発売された。

## 放送局
| 放送対象地域 | 放送局                   | 放送日時      | 放送期間              |
| ------------ | ------------------------ | ------------- | --------------------- |
| 石川県金沢市 | 金沢ケーブルテレビネット | 19:00 - 19:15 | 2013年4月 - 2014年3月 |

## 放送内容
- 第1回：引砂のさんにょもん（珠洲市）
- 第2回：芋掘り藤五郎（金沢市）
- 第3回：三匹の猿鬼とシュケン（七尾市）
- 第4回：白鷺の湯伝説（加賀市）
- 第5回：千石の豆の木（羽咋市）
- 第6回：石の木塚と浦島伝説（白山市）
- 第7回：恋路ものがたり～鍋乃と助三郎～（能登町）
- 第8回：きつねの恩返し（野々市市）
- 第9回：ミズシの詫び証文（七尾市）
- 第10回：奇人大野の弥七（金沢市）
- 第11回：千の浦又次（志賀町）
- 第12回：七窪ぎつねと地蔵（かほく市）
- 第13回：法道仙人と能登（中能登町）
- 第14回：安宅の関と勧進帳（小松市）
- 第15回：長太ムジナ（輪島市）
- 第16回：鍋谷川の蟹淵（能美市）
- 第17回：平家伝説・時忠と烏川（珠洲市）
- 第18回：言うなの地蔵（手取川流域）
- 第19回：弘法清水（宝達志水町）
- 第20回：白鷹とひるこの神さま（内灘町）
- 第21回：白比丘尼と椿（輪島市）
- 第22回：蓮如太鼓（津幡町）
- 第23回：別所岳と弁慶石（穴水町）
- 第24回：泰澄と大蛇退治（白山市）

## スタッフ
- 企画：北陸メディアセンター
- 監修：藤島秀隆（加賀民俗の会会長）、西山郷史（加賀民俗の会副会長）、秋山稔（金沢学院大学学長）
- プロデューサー：鳥宮雅憲（北陸メディアセンター）
- 構成・演出・脚色：中村俊彦
- 作画：久村秀夫、勢登香理、丸山典子、由谷葵、西尾涼花
- カメラマン：小林正明、時長徹治（北陸メディアセンター）
- 音声：大屋匡史（北陸メディアセンター）、藤野欽也、石倉信義、辻夏樹、佐村宏貴
- MA：渡辺功（ドゥー・クリエイション）